# Antonie Pannekoek
Antonie (Anton) Pannekoek (n. 2 ianuarie 1873, Vaassen⁠(d), Epe, Gelderland, Țările de Jos – d. 28 aprilie 1960, Wageningen, Gelderland, Țările de Jos) a fost un astronom, teoretician marxist și revoluționar social olandez. El a fost unul dintre principalii teoreticieni ai comunismului consilial (în neerlandeză radencommunisme).

## Biografie
Pannekoek a studiat matematica și fizica în Leiden din 1891. Chiar înainte de a fi mers la facultate, el a fost interesat de astronomie și a studiat variabilitatea Stelei Polare. El a publicat primul său articol, Despre necesitatea de continuare a cercetărilor privind Calea Lactee, când era student. La câțiva ani după ce-și terminase studiul, a început să lucreze la Observatorul din Leiden (Leidse Sterrewacht), unde și-a scris teza de doctorat.
După ce a citit lucrarea Egalitate de Edward Bellamy, Pannekoek a devenit socialist convins și a început să studieze teoriile lui Karl Marx. În curând, Pannekoek a devenit un scriitor marxist bine-cunoscut, care scria pentru reviste olandeze și germane. Amenințat cu concedierea de la locul său de muncă la observator din cauza faptului că a condus un comitet de sprijin grevist și nemulțumit de metodologiile lor depășite, el a decis să se mute la Berlin, unde a devenit lector la școala finanțată de către Partidul Social Democrat din Germania. Opiniile sale radicale l-au condus în curând la probleme atât cu guvernul german, cât și cu sindicatele.
Era în vacanță în Olanda atunci când a izbucnit Primul Război Mondial. Împiedicat de a se întoarce în Germania, a început să lucreze ca profesor de chimie și de științe. Deși Leidse Sterrewacht l-a vrut înapoi, opoziția guvernului, din cauza simpatiilor sale marxiste, a făcut ca acea toamnă să treacă. În schimb, Consiliul local din Amsterdam i-a obținut o numire la Universitatea din Amsterdam, în 1925, mai întâi ca profesor cu normă parțială, iar în 1932 ca profesor cu normă întreagă.

## Astronomie

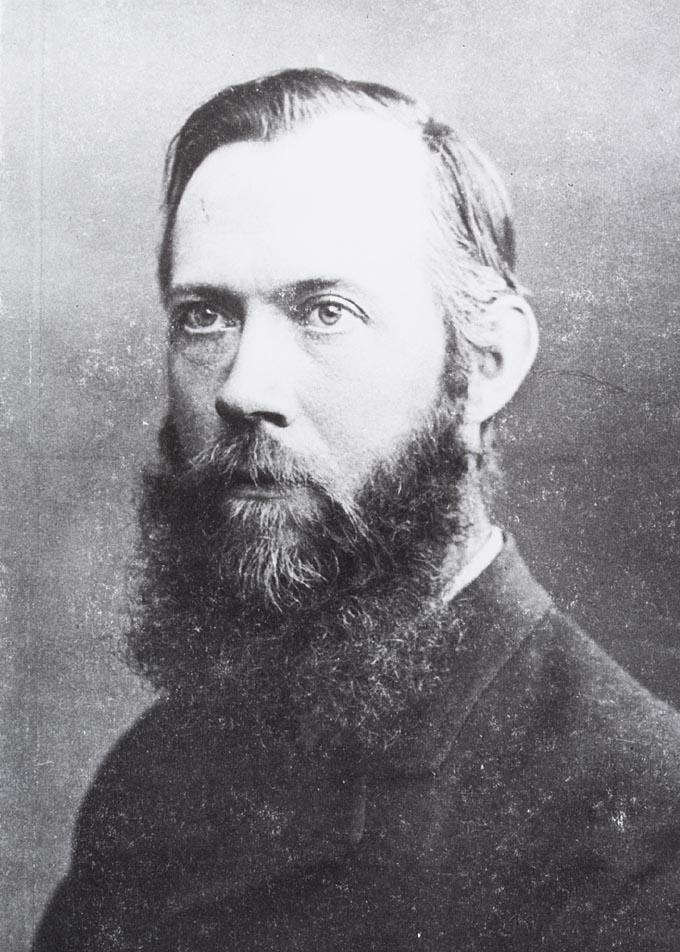
Anton Pannekoek

În activitatea sa științifică, Pannekoek a început să studieze distribuția de stele prin Calea Lactee, precum și structura galaxiei noastre. Mai târziu, el a devenit interesat de natura și evoluția stelelor. Din cauza acestor studii, el este considerat a fi fondatorul astrofizicii ca disciplină separată în Olanda. El a devenit membru al Academiei Regale de Arte și Științe a Olandei , în 1925.
În afară de opera sa teoretică, el a mers de asemenea în mai multe expediții străine, pentru a observa eclipsele solare și a capta spectre de stele. În 1926 a întreprins o expediție în Java , pentru a consemna Constelațiile Sudului. El a fost, de asemenea, interesat de istoria astronomiei. Cartea sa, O Istorie a Astronomiei, este considerată o referință standard asupra acestui subiect.
Activitatea sa în structura galactică, astrofizică și istoria astronomiei a fost de renume internațional și a dus la câștigarea unui grad onorific de la Universitatea Harvard în 1936, precum și Medalia de Aur a Royal Astronomical Society în 1951. Craterul Pannekoek pe Lună și asteroidul 2378 Pannekoek sunt numite după el.
Institutul Astronomic Anton Pannekoek de la Universitatea din Amsterdam, la care el fusese director, poartă încă numele lui.

## Comunismul consilial
Ca teoretician marxist recunoscut, Pannekoek a fost unul dintre fondatorii comunismului consilial și o figură principală în stânga radicală din Olanda și Germania. El a fost activ în Partidul Comunist din Olanda, Partidul Muncitorilor Comuniști din Olanda și Partidul Muncitorilor Comuniști din Germania.
Pannekoek a fost cel mai bine cunoscut pentru scrierile sale despre consiliile muncitorești. El a considerat acestea ca o nouă formă de organizare, capabilă de a depăși limitările instituțiilor mai vechi ale mișcării muncitorești, ale sindicatelor și ale partidelor social-democrate. Bazând teoria sa pe ceea ce el considera ca lecțiile practice ale Revoluției ruse din 1917, Pannekoek a susținut că revoluția muncitorilor și tranziția de la capitalism la comunism trebuia să fie realizate de către muncitorii înșiși, organizați în mod democratic în consilii muncitorești.
El a fost un critic ascuțit al anarhismului, al social-democrației, și al lui Vladimir Lenin și al Leninismului. În primii ani ai Revoluției ruse, Pannekoek a dat un sprijin critic Bolșevicilor, poziție împărtășită de colegii comuniști consiliali Herman Gorter și Rosa Luxemburg. El a exprimat îndoieli privind tendințele autoritare ale Leninismului, temându-se pentru caracterul socialist al Revoluției ruse dacă nu va fi găsit un sprijin rectificator într-o revoluție proletară în Vest. Analiza sa ulterioară privind eșecul Revoluției ruse a fost că, după ce Lenin și Bolșevicii au venit la putere, ei au schilodit sovietele. În loc de consilii muncitorești, bolșevicii instituiseră conducerea partidului lor, care, în vederea lui Pannekoek este ceea ce a condus la instituirea bolșevicilor ca o nouă clasă conducătoare. El a propus vederile sale în cartea sa din 1938, Lenin als filosoof : een kritische beschouwing de filosofische grondslagen van het Leninisme, publicată inițial sub pseudonimul J. Harper, și tradusă în limba engleză ca Lenin ca filosof - o examinare critică a bazei filosofice a Leninismului (1948).

## Marxism și Darwinism
Într-un pamflet, Pannekoek a atacat și a respins cu putere argumentele darwiniștilor sociali precum Herbert Spencer, pe care Pannekoek i-a numit "darwiniști burghezi".
Pe baza scrierilor lui Darwin însuși — în special Descendența omului, și selecția în raport cu sexul (1871)—Pannekoek a declarat:
„[Darwiniștii burghezi] au pretins că numai exterminarea tuturor celor slabi este în acord cu natura și că este necesar a se preveni deteriorarea rasei, în timp ce protecția celor slabi este nenaturală și duce la degenerare. Dar ce vedem? În natura însăși, în lumea animală, noi găsim că cei slabi sunt protejați, că ei nu trebuie să persiste [doar] prin puterea lor individuală, și că nu sunt exterminați din cauza slăbiciunii lor individuale. Și acest aranjament nu slăbește un grup în care el este regula, ci îl întărește. Grupurile animale în care ajutorul reciproc este cel mai bine dezvoltat se mențin cel mai bine în lupta pentru existență.”—Anton Pannekoek, 'Darwinisme en Marxisme, 1909

## Scrieri științifice
- Untersuchungen über den Lichtwechsel von β Lyrae (1897)
- De wonderbouw der wereld - de grondslagen van ons sterrekundig wereldbeeld populair uiteengezet (1916, 1920, 1924)
- De astrologie en hare beteekenis voor de ontwikkeling der sterrekunde (1916)
- De astrophysica en hare moderne ontwikkeling (1925)
- Results of observations of the total solar eclipse of 29 iunie 1927 - 1: Photometry  of the flash  spectrum (1928) with Marcel Minnaert
- Results of observations of the total solar eclipse of 29 iunie 1927 - 2: Photometry of the chromosphere and the corona (1930) with N.W. Doorn
- De groei van ons wereldbeeld - een geschiedenis van de sterrekunde (1951)
- Het ontstaan van de mens (1957)

## Scrieri politice și filosofice
- Ethik und Sozialismus - Umwälzungen im Zukunftsstaat (1906)
- Religion und Sozialismus - ein Vortrag (1906)
- Godsdienst en socialisme - voordracht, op 14 September 1905 te Bremen gehouden (1907)
- Ethiek en socialisme (1907)
- Marxisme en revisionisme (1907); with Herman Gorter
- Omwentelingen in den toekomststaat (1907)
- Der Kampf der Arbeiter : sieben Aufsaetze aus der Leipziger Volkszeitung (1907)
- Het marxisme / pro: A. Pannekoek, contra: M.W.F. Treub (1908); with Marie Willem Frederik Treub
- Die taktischen Differenzen in der Arbeiterbewegung (1909)
- Uit de voorgeschiedenis van den wereldoorlog (1915)
- De oorlog : zijn oorsprong en zijn bestrijding  (ca. 1915)
- Darwinisme en marxisme (ca. 1916)
- "The Third International," International Socialist Review," vol. 17, no. 7 (January 1917), pp. 460-462.
- Lenin als Philosoph (1938) pseud.: J. Harper (English translation: Pannekoek, Anton (2003). Lenin as Philosopher: A Critical Examination of the Philosophical Basis of Leninism. Marquette University Press. ISBN 978-0-87462-654-4.)
- Workers' Councils (1947) pseud.: P. Aartsz